# (625) Xenia
(625) Xenia es un asteroide perteneciente al cinturón de asteroides descubierto el 11 de febrero de 1907 por August Kopff desde el observatorio de Heidelberg-Königstuhl, Alemania.
Se desconoce la razón del nombre.